# Кюгельген, Салли Константиновна
Салли Константиновна [фон] Кюгельген (нем. Sally von Kügelgen; 2 марта 1860, Дерпт, Лифляндская губерния — 16 октября 1928, Рим) — русско-немецкая художница. Представительница дворянского рода фон Кюгельген.

## Биография
Сара Берта (Салли) фон Кюгельген родилась в 1860 году в Дерпте (Лифляндская губерния, Российская империя; ныне — Тарту, Эстония) в семье художника-пейзажиста, в творческом отношении испытавшего сильное влияние романтизма, Константина Карловича фон Кюгельгена (1810—1880). 
Её дедом был пейзажист Карл фон Кюгельген (1772—1832), а старшим братом — журналист и переводчик Павел Константинович фон Кюгельген (1843—1904), занимавший должности редактора в ряде российских немецкоязычных газет (ревельской Revalsche Zeitung, санкт-петербургской «St. Petersburger Zeitung» и др.).
Училась живописи сперва под руководством отца. После этого брала уроки у проживавшей в Дерпте художницы Юлии Гаген-Шварц, затем — у Ивана Крамского в Петербурге. С 1880 года состояла вольноприходящей ученицей в петербургской Академии художеств; согласно С. Н. Кондакову, за время обучения была удостоена серебряных медалей второго (в 1883 и 1884) и первого достоинств (в 1884), а также малой поощрительной медалью (в 1884).
С 1890 года Салли фон Кюгельген проживала в основном в Риме, однако нередко навещала родную Лифляндию, особенно в летние месяцы.
Писала портреты, пейзажи, библейские сцены. Для церкви Святого Карла в Ревеле (ныне Таллин) ею был написан цикл фресок со сценами из земной жизни Иисуса Христа. Эти работы опирались на эскизы такого же цикла Тимофея Неффа для Исаакиевского собора в Санкт-Петербурге. Ею также был создан запрестольный образ для одной из церквей Ливонии.
Салли фон Кюгельген никогда не выходила замуж и не имела детей. Она скончалась в 1928 году в Риме; была похоронена на Некатолическом кладбище в Тестаччо.

## Картины Салли фон Кюгельген из собранияЭстонского художественного музея
- Лесной пейзаж
- Пейзаж с водопадом
- Морской мотив
- Женский портрет
- Рождество Христово.
- Тайная вечеря
- Снятие с креста. Эскизы фресок для ревельской церкви Святого Карла